# 我要飛
《我要飛》為香港和臺灣歌手王傑的第六張國語專輯，發行於1990年5月2日，由飛碟唱片公司發行，唱片編號: UFO-90134。

## 專輯簡介
專輯為王傑（WANG工作室）製作，李子恆擔任製作協力，主打歌「我要飛」是王傑有感於為了灌錄唱片、拍電影、電視劇而時常奔波台、港兩地，在兩種截然不同的環境來回穿梭，讓王傑有了寫歌的靈感，於是便在飛機上寫下了這首歌。由於與上張專輯《向太陽怒吼》發行時間僅差4個月左右，因此也讓王傑在上張專輯的曲目尚未退榜時，新專輯的歌曲就緊接登上知音時間排行榜。雖然與上張專輯發行的時間點相當接近，但《我要飛》依舊在金曲龍虎榜有著不錯的成績（進榜16週）。

## 曲目
| 曲序 | 曲名                          | 曲              | 詞            | 編曲            | 附註                                                                           | 粵語版本                           |
| 01   | 我要飛                        | 王傑            | 王傑          | Ricky Ho        |                                                                                | 失敗者，收錄於專輯《流浪的心》     |
| 02   | 在我們的世界裡                | 王傑            | 王傑          | Ricky Ho        | 電視劇《養子不教誰之過》片尾曲                                                 | 孤獨的觀眾，收錄於專輯《流浪的心》 |
| 03   | 誰能丟掉傷心                  | 陳志遠          | 李子恆        | 陳志遠          |                                                                                |                                    |
| 04   | 寂寞之鴿                      | Ricky Ho        | 李子恆        | Ricky Ho        |                                                                                |                                    |
| 05   | I Don't Want to Talk About It | Danny Whitten   | Danny Whitten | Ricky Ho        | 原曲由 Crazy Horse 主唱，於1971年發行 Rod Stewart 於1977年發行的版本較廣為人知 |                                    |
| 06   | 不要在背後呼喚我              | 陳志遠          | 丁曉雯        | 陳志遠          | 電視劇《養子不教誰之過》主題曲                                                 |                                    |
| 07   | 親愛的你是我最後的愛          | 陳秀男          | 丁曉雯        | Ricky Ho        | 電視劇《沒有合約的愛情》片尾曲                                                 |                                    |
| 08   | 不願再多說                    | 王傑            | 王傑          | Ricky Ho        |                                                                                | 留下我一個，收錄於專輯《流浪的心》 |
| 09   | 他們說你愛我                  | Iskandar Ismail | 廖瑩如        | Iskandar Ismail |                                                                                |                                    |
| 10   | 媽媽帶我走                    | 王傑            | 王傑          | 陳志遠          | 電視劇《養子不教誰之過》插曲                                                   |                                    |
| 11   | 夢與翼(在我們的世界裡II)      | 王傑            |               |                 | 黑膠及CD版本中收錄的爲伴唱版本，錄音帶版本收錄的爲演奏曲                       |                                    |

## 唱片版本
- 錄音帶版
- CD版
- 黑膠唱片

## 專輯文案
有人飛在崇山峻嶺中
 
有人飛在在夕暮昏黃裡

有人飛得孤單、疲倦又驕傲
 
有人飛過千門萬戶，沉默無語

有人說飛只是兩翼鼓勵，製造對流
 
有人說飛是“意志”、是“元氣”、是“生命” 

有人把飛當成家常便飯，因為早已習慣

就像蘇西弗斯*接受他命定的滾石，枉枉皇皇一輩子

　*（注：希臘神話，遭天神罰推石上山，每至頂端石又落下，運轉輪回不已）

有人想飛到癡妄（如電影“鳥人”） 

有人怕飛怕到死亡（請自舉例）

有人跺腳、有人拍案、有人狂叫

都改變不了“人間”、“天上”的或賞或罰

“燕雀安知道鴻鵠之志？”

然而鴻鵠又安知“怒而飛，其翼若垂天之靈”的大鵬之志？

大鵬也不管有沒有人瞭解 一飛，直入九霄

所有的好奇、品評與訕笑都是註定了的

所有的汪洋巨丘、天圓地方之成為背景 

也都是註定了的 

飛，就飛吧 飛 就寂莫又勇敢地向前飛吧！

記憶太長，我要飛

心事太重，我要飛

夢想太多，我要飛——

飛行，始終是人類的夢

超越自己

突破極限

追求自由

飛行，也一直是王傑與“飛碟”的夢

要飛得更高

看得更好

走得更長

然而，飛行——大概總是寂寞的吧

我們可以期盼、可以激賞、可以感動

甚至免不了偷偷的祝福

但王傑，大概仍要不停地飛下去

因為飛——

是征服生命唯一的機會
- 1月8日

在《孤星》專輯榮獲金曲龍虎榜9週冠軍及季冠軍，又被唱片月刊票選為89年點播率最高的男歌星之後，我的第五張國語唱片《向太陽怒吼》及第三張粵語唱片《人在風雨中》今天同時出版。
作為90年代掀開序幕的歌手而言，我真心希望：這只是個開始。
- 1月15日

好多歌迷來信問我：《向太陽怒吼》是不是我的心情？不管遭遇多少困難，經歷多久的黑暗，都要堅持自己，奮力一擊！看著這些信，不知為什麼我的眼眶總是濕濕的，一遍又一遍。
- 1月18日

快過年了！卻不得清閒，正為下張專輯努力收歌，當歌者就是這樣，每每在剛推出一個新作品時，又已經在為下一次傷腦筋。
- 1月25日

明天就是除夕，今天抽空在街上買了爸媽和女兒的禮物，看著他們，總覺得有太多虧欠，總是想：為他們拚了！還好唱片公司今天打電話來說：「新專輯已經出貨到20萬張。」我心中的大石才稍稍落定。
- 1月27日

Happy New Year! 全世界的傑迷．願你們都能分享我的喜悅和祝福，我會為你們努力，再努力，直到世界的末日來臨。
- 2月2日

悶悶不樂！演唱會的日子漸漸逼近，下一張國語新唱片也緊鑼密鼓的展開，真希望一天有26或28小時。 
- 2月5日

第六張專輯正式開錄，配唱的第一首歌是『媽媽帶我走』，我自己寫的作品。
- 2月11日

香港的朋友告訴我，我是第一個才出道一年，就在紅磡體育館開演唱會的歌手，而且一開就是六場，然後又是一個台灣歌手。
我不想告訴他，我有多感動。我很想裝得跩跩的，一副這有什麼了不起的！但是，掛上電話，我還是忍不住哭了，不只為了榮耀，也為了那一段辛苦莫名的年輕歲月。
- 2月15日

香港，我來了！坐在波音747的客機上，我突然激動的寫下『我要飛』這首歌。
這一年多的香港－－台北來來去去，本來早該麻木或習慣了，但一想到22號的一連六場『真情演唱會』，想到我才剛領了香港1989《十大勁歌金曲》及《最佳新人獎》，無論如何也不能有一絲閃失，一絲怯懦。
- 2月18日

忙著練身體，排舞及背廣東歌詞以及配唱國語專輯，一天規律的吃4餐，一下子就胖了幾公斤。
- 2月21日

緊張的不得了，《飛碟》的同事今天飛來香港，台灣電視台的拍攝小組也來了，還有2首歌詞沒背好。（真糗）
- 2月22日

你能想像一下嗎？我不能。騎著重型機車奔馳進場，鮮花、煙火與久久不散的歡呼掌聲，這一夜是我生命中最重要的一頁，和一萬多人在一個屋頂下悲傷歡笑，而我做到了！雖然到現在我都不能想像。
- 2月27日

接連爆滿的最後一晚，我啞了！聲音不如原來的好，但我付出的心沒有減少，我該謝謝誰？樂隊？舞群？和音？特別來賓？還是現場和我一樣不捨的朋友？老天爺，就謝謝天吧！
- 3月2日

飛往日本的班機上，我的心突然變得份外平靜，也許是終於實現了什麼，也許是重新領悟了什麼，我知道我還有很長的路要走。　
- 3月5日

拍世界級名錶的廣告很有趣，休息時我和攝影師比賽擲雪球，結果他太胖了，扔不到3公尺遠，我贏了一杯啤酒。
- 3月11日

一回台北就忙個不停，林福地導演的的大戲《養子不教誰之過》，為了我停機多日，實在過意不去，這個劇本我很喜歡，和吳靜嫻大姐對戲更使我覺得榮幸，唯一不習慣的是，得和方文琳演情侶。
- 3月19日

今天《養子不教誰之過》的片頭曲出爐了！陳志遠大師的曲，丁曉雯的詞，曲名叫做『不要在背後呼喚我』，我用心聽了好幾遍，發誓把它唱得真實感人。
- 3月21日

『l don't wanna talk about it』是我印象很深的一首英文歌曲，這次把它收錄在新唱片中，很多人喜歡在末尾我用英文唸的一段對白，其實那只不過是我的心情。
- 3月22日

錄音室和攝影棚兩頭跑，在香港胖的5公斤全都瘦了下去，今天唱了一首『在我們的世界裡』，自己頗滿意，特別心疼「讓你永遠快樂，是我唯一的心願」這兩句！
- 3月24日

柯一正導演為我拍華視母親節的公益廣告，他很幽默，也很有才氣，我就一直說，一直笑，說到叫我媽媽「母親」那一句，笑場了好幾次，這一次是我第一次獨挑大樑地參與公益活動事件，希望能有好的表現。
- 3月30日

忍了好幾天好幾夜，今天上午在片場終於不支倒地，我好恨！恨自己彌補不回來的身體，在醫院的病床上，有誰能想像出這就是那個不輕易低頭，在人前風風光光的王傑呢！？
- 4月3日

不得已又要脫隊離開台灣，留下焦急的工作人員和不能陪她過兒童節的小女兒，踏上早已排定好的美加行程，為期19天的巡迴演唱，是挑戰，更是許諾，遍布華人地區的熱心歌迷，是我強撐病痛也要為他們風塵僕僕的最大支柱。
- 4月23日

回到久別的台北，明天要為新唱片做最後的準備，專輯名稱UFO伙伴已選定為《我要飛》。看到這兒，我不禁淡然失笑，這難道不是我一站又一站，攀越高峰永不休止的絕佳寫照嗎？難道這不就是我的人生目標嗎？
我．要．飛－－－
（註：飛行手札亦收錄在專輯內頁中）

## 音樂錄影帶
- 我要飛
- 誰能丟掉傷心
- 不要在背後呼喚我